# Premio Ateneo de Sevilla
El Premio Ateneo de Sevilla es un concurso literario convocado por el Ateneo de Sevilla. La primera edición tuvo lugar en 1969 y se inició gracias al patrocinio de José Manuel Lara Hernández, fundador de la Editorial Planeta. La organización corría a cargo del Ateneo de Sevilla, el fallo se celebraba en el Hotel Alfonso XIII de Sevilla y había una única categoría, la de novela. La primera cuantía del premio ascendió a 100.000 pesetas (equivalentes a 12.334,53 euros de 2010). La participación de la Editorial Planeta duró hasta 1996. A partir de entonces, se hizo cargo de la publicación la editorial sevillana Algaida y ha contado con varios patrocinadores.

## Categorías
Posteriormente se creó el Premio Ateneo Joven de novela y también los premios de poesía e historia.

## Ganadores

### Novela
| - 1969 Manuel Pombo Angulo por La sombra de las banderas - 1970 Torcuato Luca de Tena por Pepa Niebla - 1971 Pedro Pablo Padilla por Del ático al entresuelo - 1972 Manuel Barrios Gutiérrez por Epitafio para un señorito - 1973 Ángel María Lera por Se vende un hombre - 1974 Rodrigo Royo por Todavía - 1975 Cristóbal Zaragoza por Manú - 1976 José Luis Olaizola por Planicio - 1977 Carlos Rojas por Memorias inéditas de José Antonio Primo de Rivera - 1978 José Salas y Guirior por Un viento que pasa - 1979 Jordi Sierra i Fabra por En Canarias se ha puesto el sol - 1980 Carmen Conde por Soy la madre - 1981 José Manuel Caballero Bonald por Toda la noche oyeron pasar pájaros - 1982 Antonio Burgos por Las cabañuelas de agosto - 1983 Mercedes Salisachs por El volumen de la ausencia - 1984 Santiago Lorén por La vieja del molino de aceite - 1985 Jesús Fernández Santos por El griego - 1986 Nicolás Salas por Morir en Sevilla - 1987 Emilio Romero por Tres chicas y un forastero - 1988 José María Gironella por La duda inquietante - 1989 Daniel Múgica por Uno se vuelve loco - 1990 Juan Marsé por El amante bilingüe - 1991 Ramón Serrano por Gentes de soledad - 1992 Pedro Casals por El infante de la noche - 1993 Jesús Torbado por El peregrino - 1994 Juan Eslava Galán por El comedido hidalgo - 1995 Felipe Benítez Reyes por Humo | - 1996 Mariano García Torres por El silencio roto - 1997 Martín Casariego por La hija del coronel - 1998 Félix Bayón por Un hombre de provecho - 1999 Ramón Pernas por Paso a dos - 2000 Andreu Martín por Bellísimas personas - 2001 Álvaro Bermejo por La piedra imán - 2002 María García-Lliberós por Como ángeles en un burdel - 2003 Luis del Val por Las amigas imperfectas - 2004 Rafael Torres por Los náufragos de Stambroock - 2005 Fernando Marías por El mundo se acaba todos los días - 2006 Eugenia Rico por El otoño alemán - 2007 Espido Freire por Soria Moria - 2008 Félix J. Palma por El mapa del tiempo - 2009 Andrés Pérez Domínguez por El violinista de Matthaussen - 2010 Vanessa Montfort por Mitología de Nueva York - 2011 Alfonso Domingo por El espejo negro - 2012 David Tejera por Seis peces azules - 2013 Lorenzo Luengo por La cuestión Dante - 2014 Félix González Modroño por El secreto del arenal - 2015 Edmundo Díaz Conde, por El hombre que amó a Eve Paradise. - 2016 Montero Glez, por El carmín y la sangre - 2017 Jerónimo Tristante por Nunca es tarde - 2018 Francisco Robles por El último señorito - 2019 José Ángel Mañas por La última juerga - 2020 Blanca Riestra por Últimas noches del edificio San Francisco. - 2021 Ignacio del Valle por Cuando giran los muertos - 2022 Félix Machuca por Cuaresma de sangre - 2023 José Luis Gil Soto por Si yo te contara - 2024 Sixto Sánchez Lorenzo por Sonata del Diablo |